# Polynôme de Bell
En mathématiques, et plus précisément en combinatoire, les polynômes de Bell, nommés ainsi d'après le mathématicien
Eric Temple Bell, sont des polynômes multivariés définis par :
{\displaystyle (n,k)\in \mathbb {N} ^{2},B_{n,k}(x_{1},x_{2},\dots )\;{\overset {\text{def}}{=}}\;n!\sum _{\begin{matrix}(m_{1},m_{2},\dots )\in \mathbb {N} ^{\mathbb {N} ^{*}}\\{\begin{cases}\sum _{i\in \mathbb {N} ^{*}}m_{i}=k\\\sum _{i\in \mathbb {N} ^{*}}i\cdot m_{i}=n\end{cases}}\end{matrix}}\prod _{i\in \mathbb {N} ^{*}}{\frac {x_{i}^{m_{i}}}{m_{i}!\,(i!)^{m_{i}}}}}
Sachant que mi est forcément nul pour i > n − k + 1, on peut expliciter la borne supérieure des indices i :
{\displaystyle B_{n,k}(x_{1},\dots ,x_{n-k+1})\;=\;n!\sum _{\begin{matrix}(m_{1},\dots ,m_{n-k+1})\in \mathbb {N} ^{n-k+1}\\{\begin{cases}\sum _{i=1}^{n-k+1}m_{i}=k\\\sum _{i=1}^{n-k+1}i\cdot m_{i}=n\end{cases}}\end{matrix}}\prod _{i=1}^{n-k+1}{\frac {x_{i}^{m_{i}}}{m_{i}!\,(i!)^{m_{i}}}}}

## Interprétation combinatoire
Soit un ensemble de n éléments partitionné en k sous-ensembles non vides, dont m1 sous-ensembles de cardinalité 1, m2 sous-ensembles de cardinalité 2, etc.
Le nombre de telles partitions est le coefficient du monôme unitaire xm1
1xm2
2… dans le polynôme de Bell Bn,k(x1, x2, …).
On notera que :
- par construction, on a ∑ mi = k (nombre de sous-ensembles) et ∑ i·mi = n (nombre total d'éléments), avec chaque mi positif ou nul (nombre de sous-ensembles de cardinalité i) ;
- par conséquent, les cardinalités des sous-ensembles forment une partition de l'entier n en k parties, avec mi la multiplicité de l'entier i dans cette partition.

### Exemples
On a :
{\displaystyle B_{6,2}(x_{1},x_{2},x_{3},x_{4},x_{5})=6x_{5}x_{1}+15x_{4}x_{2}+10x_{3}^{2}}
car il y a :
- 6 partitions d'un ensemble à 6 éléments de la forme 5 + 1 ;
- 15 partitions de la forme 4 + 2 ;
- 10 partitions de la forme 3 + 3.

De même :
{\displaystyle B_{6,3}(x_{1},x_{2},x_{3},x_{4})=15x_{4}x_{1}^{2}+60x_{3}x_{2}x_{1}+15x_{2}^{3}}
car il y a :
- 15 partitions d'un ensemble à 6 éléments de la forme 4 + 1 + 1 ;
- 60 partitions de la forme 3 + 2 + 1 ;
- 15 partitions de la forme 2 + 2 + 2.

## Polynômes de Bell complets
La somme
{\displaystyle B_{n}(x_{1},\dots ,x_{n})=\sum _{k=0}^{n}B_{n,k}(x_{1},\dots ,x_{n-k+1})}
est parfois appelée n-ème polynôme de Bell complet, et alors les polynômes Bn, k définis ci-dessus sont appelés des polynômes de Bell « partiels ».
Les polynômes de Bell complets Bn peuvent être exprimés par le déterminant d’une matrice :
{\displaystyle B_{n}(x_{1},\dots ,x_{n})={\begin{vmatrix}{0 \choose 0}x_{1}&{1 \choose 0}x_{2}&{2 \choose 0}x_{3}&{3 \choose 0}x_{4}&\cdots &{n-2 \choose 0}x_{n-1}&{n-1 \choose 0}x_{n}\\\\-1&{1 \choose 1}x_{1}&{2 \choose 1}x_{2}&{3 \choose 1}x_{3}&\cdots &{n-2 \choose 1}x_{n-2}&{n-1 \choose 1}x_{n-1}\\\\0&-1&{2 \choose 2}x_{1}&{3 \choose 2}x_{2}&\cdots &{n-2 \choose 2}x_{n-3}&{n-1 \choose 2}x_{n-2}\\\\0&0&-1&{3 \choose 3}x_{1}&\cdots &{n-2 \choose 3}x_{n-4}&{n-1 \choose 3}x_{n-3}\\\\\vdots &\vdots &\vdots &\ddots &\ddots &\vdots &\vdots \\\\0&0&0&0&\cdots &{n-2 \choose n-2}x_{1}&{n-1 \choose n-2}x_{2}\\\\0&0&0&0&\cdots &-1&{n-1 \choose n-1}x_{1}\end{vmatrix}}=\left|{j-1 \choose i-1}x_{j-i+1}-\delta _{j-i+1}\right|}
avec δk le symbole de Kronecker.
La matrice dont Bn est le déterminant est une matrice de Hessenberg.

## Table de valeurs
Le tableau suivant regroupe les premières valeurs de {\displaystyle B_{n,k}(x_{1},\dots ,x_{n-k+1})} :
| kn | 0                 | 1                     | 2                                                    | 3                                                              | 4                                                     | 5                                | 6                         |
| -- | ----------------- | --------------------- | ---------------------------------------------------- | -------------------------------------------------------------- | ----------------------------------------------------- | -------------------------------- | ------------------------- |
| 0  | {\displaystyle 1} |                       |                                                      |                                                                |                                                       |                                  |                           |
| 1  | {\displaystyle 0} | {\displaystyle x_{1}} |                                                      |                                                                |                                                       |                                  |                           |
| 2  | {\displaystyle 0} | {\displaystyle x_{2}} | {\displaystyle x_{1}^{2}}                            |                                                                |                                                       |                                  |                           |
| 3  | {\displaystyle 0} | {\displaystyle x_{3}} | {\displaystyle 3x_{2}x_{1}}                          | {\displaystyle x_{1}^{3}}                                      |                                                       |                                  |                           |
| 4  | {\displaystyle 0} | {\displaystyle x_{4}} | {\displaystyle 4x_{3}x_{1}+3x_{2}^{2}}               | {\displaystyle 6x_{2}x_{1}^{2}}                                | {\displaystyle x_{1}^{4}}                             |                                  |                           |
| 5  | {\displaystyle 0} | {\displaystyle x_{5}} | {\displaystyle 5x_{4}x_{1}+10x_{3}x_{2}}             | {\displaystyle 10x_{3}x_{1}^{2}+15x_{2}^{2}x_{1}}              | {\displaystyle 10x_{2}x_{1}^{3}}                      | {\displaystyle x_{1}^{5}}        |                           |
| 6  | {\displaystyle 0} | {\displaystyle x_{6}} | {\displaystyle 6x_{5}x_{1}+15x_{4}x_{2}+10x_{3}^{2}} | {\displaystyle 15x_{4}x_{1}^{2}+60x_{3}x_{2}x_{1}+15x_{2}^{3}} | {\displaystyle 20x_{3}x_{1}^{3}+45x_{2}^{2}x_{1}^{2}} | {\displaystyle 15x_{2}x_{1}^{4}} | {\displaystyle x_{1}^{6}} |

## Propriétés

### Cas limites
- {\displaystyle B_{n,0}(x_{1},x_{2},\dots )=\delta _{n}} avec δn le symbole delta de Kronecker
- {\displaystyle B_{n,1}(x_{1},x_{2},\dots )|_{n\geq 1}=x_{n}}
- {\displaystyle B_{n,n}(x_{1},x_{2},\dots )=x_{1}^{n}}
- {\displaystyle B_{n,k}(x_{1},x_{2},\dots )|_{k>n}=0}

### Séries formelles exponentielles
Puissance
{\displaystyle {\frac {1}{k!}}\left(\sum _{n=1}^{\infty }x_{n}{\frac {t^{n}}{n!}}\right)^{k}=\sum _{n=k}^{\infty }B_{n,k}(x_{1},\dots ,x_{n-k+1}){\frac {t^{n}}{n!}}}
Formule exponentielle
{\displaystyle \exp \left(\sum _{n=1}^{\infty }x_{n}{\frac {t^{n}}{n!}}\right)^{k}=\sum _{n=0}^{\infty }B_{n}(x_{1},\dots ,x_{n}){\frac {t^{n}}{n!}}}
Composition
Si
{\displaystyle f(t)=\sum _{n=0}^{\infty }f_{n}{\frac {t^{n}}{n!}}} (avec {\displaystyle f_{0}=f(0)} quelconque)
et
{\displaystyle g(t)=\sum _{n=1}^{\infty }g_{n}{\frac {t^{n}}{n!}}} (avec donc {\displaystyle g_{0}=g(0)=0})
alors
{\displaystyle (f\circ g)(t)=\sum _{n=0}^{\infty }\left[\sum _{k=0}^{n}f_{k}B_{n,k}(g_{1},\dots ,g_{n-k+1})\right]{\frac {t^{n}}{n!}}}

### Formules de récurrence
{\displaystyle {\begin{aligned}B_{n+1,k+1}(x_{1},\dots ,x_{n-k+1})&=\sum _{i=0}^{n-k}{\binom {n}{i}}x_{i+1}B_{n-i,k}(x_{1},\dots ,x_{n-i-k+1})\\&=\sum _{i=k}^{n}{\binom {n}{i}}x_{n-i+1}B_{i,k}(x_{1},\dots ,x_{i-k+1})\end{aligned}}}
avec Bn,0 = δn.
{\displaystyle {\begin{aligned}B_{n+1}(x_{1},\dots ,x_{n+1})&=\sum _{i=0}^{n}{\binom {n}{i}}x_{i+1}B_{n-i}(x_{1},\dots ,x_{n-i})\\&=\sum _{i=0}^{n}{\binom {n}{i}}x_{n-i+1}B_{i}(x_{1},\dots ,x_{i})\end{aligned}}}
avec B0 = B0,0 = 1.

### Valeurs particulières
- {\displaystyle B_{n,k}(1,1,\dots ,1)={\begin{Bmatrix}n\\k\end{Bmatrix}}} (nombre de Stirling de seconde espèce non signé)
- {\displaystyle B_{n,k}(1,-1,1,-1,\dots ,(-1)^{n-k})=(-1)^{n-k}{\begin{Bmatrix}n\\k\end{Bmatrix}}} (nombre de Stirling de seconde espèce signé)
- {\displaystyle B_{n}(1,1,\dots ,1)=B_{n}} (nombre de Bell)
- {\displaystyle B_{n,k}(0!,1!,\dots ,(n-k)!)={\begin{bmatrix}n\\k\end{bmatrix}}} (nombre de Stirling de première espèce non signé)
- {\displaystyle B_{n,k}(0!,-1!,2!,-3!,\dots ,(-1)^{n-k}(n-k)!)=(-1)^{n-k}{\begin{bmatrix}n\\k\end{bmatrix}}} (nombre de Stirling de première espèce signé)
- {\displaystyle B_{n}(0!,1!,\dots ,(n-1)!)=n!}
- {\displaystyle B_{n}(0!,-1!,2!,-3!,\dots ,(-1)^{n-1}(n-1)!)=\delta _{n,0}+\delta _{n,1}}
- {\displaystyle B_{n}(-0!,-1!,\dots ,-(n-1)!)=\delta _{n,0}-\delta _{n,1}}
- {\displaystyle B_{n,k}(1!,2!,\dots ,(n-k+1)!)=\left\lfloor {\begin{matrix}n\\k\end{matrix}}\right\rfloor } (nombre de Lah non signé)
- {\displaystyle B_{n,k}(-1!,2!,-3!,4!,\dots ,(-1)^{n-k+1}(n-k+1)!)=(-1)^{n}\left\lfloor {\begin{matrix}n\\k\end{matrix}}\right\rfloor } (nombre de Lah signé)

### Type binomial
{\displaystyle B_{n}(x_{1}+y_{1},\dots ,x_{n}+y_{n})=\sum _{k=0}^{n}{\binom {n}{k}}B_{n-k}(x_{1},\dots ,x_{n-k})B_{k}(y_{1},\dots ,y_{k})}
avec B0 = 1.

### Réciproque
Soit f une fonction infiniment dérivable en un point a et de réciproque f -1, alors :
{\displaystyle y_{n}=\sum _{k=1}^{n}f^{(k)}(a)B_{n,k}(x_{1},\dots ,x_{n-k+1})\Leftrightarrow x_{n}=\sum _{k=1}^{n}[f^{-1}]^{(k)}(f(a))B_{n,k}(y_{1},\dots ,y_{n-k+1})}

#### Cas particuliers
En prenant f (x) = ex (soit f –1(x) = ln(x)) infiniment dérivable en 0, on a :
- {\displaystyle f^{(k)}(0)=1}
- {\displaystyle [f^{-1}]^{(k)}(f(0))=(-1)^{k-1}(k-1)!}

d’où :
{\displaystyle y_{n}=\sum _{k=1}^{n}B_{n,k}(x_{1},\dots ,x_{n-k+1})\Leftrightarrow x_{n}=\sum _{k=1}^{n}(-1)^{k-1}(k-1)!B_{n,k}(y_{1},\dots ,y_{n-k+1})}
soit :
{\displaystyle x_{n}=\sum _{k=1}^{n}(-1)^{k-1}(k-1)!B_{n,k}[B_{1}(x_{1}),\dots ,B_{n-k+1}(x_{1},\dots ,x_{n-k+1})]}
En prenant f (x) = xα avec α ≠ 0 (soit f –1(x) = x1/α) infiniment dérivable en 1, on a :
- {\displaystyle f^{(k)}(1)=\alpha ^{\underline {k}}}
- {\displaystyle [f^{-1}]^{(k)}(f(1))=\left({\frac {1}{\alpha }}\right)^{\underline {k}}}

avec .k la factorielle décroissante, d’où :
{\displaystyle y_{n}=\sum _{k=1}^{n}\alpha ^{\underline {k}}B_{n,k}(x_{1},\dots ,x_{n-k+1})\Leftrightarrow x_{n}=\sum _{k=1}^{n}\left({\frac {1}{\alpha }}\right)^{\underline {k}}B_{n,k}(y_{1},\dots ,y_{n-k+1})}

### Composition
Soient :
{\displaystyle f(t)=\sum _{n=0}^{\infty }f_{n}{\frac {t^{n}}{n!}}}
{\displaystyle g(t)=\sum _{n=1}^{\infty }g_{n}{\frac {t^{n}}{n!}}} (on note que {\displaystyle g_{0}=g(0)=0})
{\displaystyle (f\circ g)(t)=h(t)=\sum _{n=0}^{\infty }h_{n}{\frac {t^{n}}{n!}}}
Alors :
{\displaystyle B_{n,k}(h_{1},\dots ,h_{n-k+1})=\sum _{i=k}^{n}B_{i,k}(f_{1},\dots ,f_{i-k+1})B_{n,i}(g_{1},\dots ,g_{n-i+1})}
En posant les matrices {\displaystyle F={\begin{pmatrix}B_{j-1,i-1}(f_{1},\dots ,f_{j-i+1})\end{pmatrix}}} (triangulaire supérieure) ainsi que {\displaystyle G} et {\displaystyle H} de manière similaire, on a alors :
{\displaystyle H=FG}

#### Cas particuliers
En prenant {\displaystyle f(t)=\exp(t)} et {\displaystyle g(t)=\ln(1+t)}, on obtient :
{\displaystyle \sum _{i=k}^{n}(-1)^{n-i}{\begin{Bmatrix}i\\k\end{Bmatrix}}{\begin{bmatrix}n\\i\end{bmatrix}}=\delta _{n,k}}
En prenant {\displaystyle f(t)=\ln(1+t)} et {\displaystyle g(t)=\exp(t)-1}, on obtient :
{\displaystyle \sum _{i=k}^{n}(-1)^{i-k}{\begin{bmatrix}i\\k\end{bmatrix}}{\begin{Bmatrix}n\\i\end{Bmatrix}}=\delta _{n,k}}
En prenant {\displaystyle f(t)=\exp(t)} et {\displaystyle g(t)=-\ln(1-t)}, on obtient :
{\displaystyle \sum _{i=k}^{n}{\begin{Bmatrix}i\\k\end{Bmatrix}}{\begin{bmatrix}n\\i\end{bmatrix}}=\left\lfloor {\begin{matrix}n\\k\end{matrix}}\right\rfloor }
En prenant {\displaystyle f(t)={\frac {1}{1-t}}} et {\displaystyle g(t)={\frac {t}{1+t}}}, on obtient :
{\displaystyle \sum _{i=k}^{n}(-1)^{n-i}\left\lfloor {\begin{matrix}i\\k\end{matrix}}\right\rfloor \left\lfloor {\begin{matrix}n\\i\end{matrix}}\right\rfloor =\delta _{n,k}}

### Factorielle décroissante
{\displaystyle \forall (a,b)\in \mathbb {N} ^{2},\sum _{k=1}^{n}a^{\underline {k}}B_{n,k}(b^{\underline {1}},\dots ,b^{\underline {n}})=(ab)^{\underline {k}}}
avec .k la factorielle décroissante.

### Comportement d’échelle

#### Polynômes de Bell partiels
Cas général
{\displaystyle B_{n,k}(\alpha \beta x_{1},\dots ,\alpha \beta ^{n-k+1}x_{n-k+1})=\alpha ^{k}\beta ^{n}B_{n,k}(x_{1},\dots ,x_{n-k+1})}
Cas particuliers
{\displaystyle B_{n,k}(\alpha x_{1},\dots ,\alpha x_{n-k+1})=\alpha ^{k}B_{n,k}(x_{1},\dots ,x_{n-k+1})}
{\displaystyle B_{n,k}(\alpha x_{1},\dots ,\alpha ^{n-k+1}x_{n-k+1})=\alpha ^{n}B_{n,k}(x_{1},\dots ,x_{n-k+1})}

#### Polynômes de Bell complets
Cas général
{\displaystyle B_{n}(\alpha \beta x_{1},\dots ,\alpha \beta ^{n}x_{n})=\beta ^{n}\sum _{k=0}^{n}\alpha ^{k}B_{n,k}(x_{1},\dots ,x_{n-k+1})}
Cas particuliers
{\displaystyle B_{n}(\alpha x_{1},\dots ,\alpha x_{n})=\sum _{k=0}^{n}\alpha ^{k}B_{n,k}(x_{1},\dots ,x_{n-k+1})}
{\displaystyle B_{n}(\alpha x_{1},\dots ,\alpha ^{n}x_{n})=\alpha ^{n}B_{n}(x_{1},\dots ,x_{n})}
Autre expression
{\displaystyle B_{n}(\alpha x_{1},\dots ,\alpha x_{n})=\sum _{k=0}^{n}\alpha ^{\underline {k}}B_{n,k}[B_{1}(x_{1}),\dots ,B_{n-k+1}(x_{1},x_{2},\dots ,x_{n-k+1})]}
avec .k la factorielle décroissante.

### Identité de convolution
Pour des suites xn, yn, n = 1, 2, …, on peut définir un produit de convolution par :
{\displaystyle (x\diamondsuit y)_{n}=\sum _{j=1}^{n-1}{n \choose j}x_{j}y_{n-j}}
(les bornes de sommation étant 1 et n − 1, et non 0 et n).
Soit {\displaystyle x_{n}^{k\diamondsuit }} le n-ème terme de la suite {\displaystyle \displaystyle \underbrace {x\diamondsuit \cdots \diamondsuit x} _{k\ \mathrm {facteurs} }}
Alors :
{\displaystyle B_{n,k}(x_{1},\dots ,x_{n-k+1})={\frac {x_{n}^{k\diamondsuit }}{k!}}}

## Applications

### Formule de Faà di Bruno
La formule de Faà di Bruno peut être énoncée à l'aide des polynômes de Bell de la manière suivante :
{\displaystyle (f\circ g)^{(n)}(x)=\sum _{k=0}^{n}(f^{(k)}\circ g)(x)\,B_{n,k}\left(g'(x),\dots ,g^{(n-k+1)}(x)\right)}

### Moments et cumulants
Pour une variable aléatoire réelle dont le moment ordinaire mr d’ordre r existe, on a :
{\displaystyle m_{r}=B_{r}(\kappa _{1},\dots ,\kappa _{r})}
avec κi les cumulants.

### Représentations de suites polynomiales
Pour toute suite a1, a2, … de scalaires, soit :
{\displaystyle p_{n}(x)=\sum _{k=1}^{n}B_{n,k}(a_{1},\dots ,a_{n-k+1})x^{k}}
Cette suite de polynômes est de type binomial, c'est-à-dire qu'elle satisfait l'identité binomiale suivante :
{\displaystyle p_{n}(x+y)=\sum _{k=0}^{n}{n \choose k}p_{k}(x)p_{n-k}(y)}
pour n ≥ 0.
En fait, on a également la réciproque :
Théorème — Toutes les suites de polynômes de type binomial peuvent s’exprimer sous la forme faisant intervenir les polynômes de Bell.
Si nous posons
{\displaystyle h(x)=\sum _{n=1}^{\infty }a_{n}{\frac {x^{n}}{n!}}}
en considérant cette série comme une série formelle, alors pour tout n :
{\displaystyle h^{-1}\left({\frac {\mathrm {d} }{\mathrm {d} x}}\right)p_{n}(x)=np_{n-1}(x)}